# Дорнешти (Њамц)
Дорнешти (рум. Dornești) насеље је у Румунији у округу Њамц у општини Костиша. Oпштина се налази на надморској висини од 379 m.

## Становништво
Према подацима из 2002. године у насељу је живело 311 становника, од којих су сви румунске националности.